# جوزيف برادفورد
جوزيف برادفورد (بالإنجليزية: Joseph Bradford)‏ هو كاتب مسرحي أمريكي، ولد في 24 أكتوبر 1843 في ناشفيل في الولايات المتحدة، وتوفي في 13 أبريل 1886 في بوسطن في الولايات المتحدة.